# De Omroeper
De Omroeper was het eerste huis-aan-huisblad in de Zuid-Hollandse gemeente Voorschoten.

## Beginjaren
De Omroeper werd in 1949 opgericht door A. Volkers, de eigenaar van Drukkerij A. Volkers in Voorschoten, waar het blad gedrukt werd. De Omroeper was vier pagina's dik en werd maandelijks door de PTT verspreid. In 1960 werd het redactionele gedeelte uitgebreid en verschenen ook foto's in het blad. Doordat strak de hand werd gehouden aan de omvang van vier pagina's was er in het blad minder ruimte voor advertenties. Daarom verscheen een tweede blad, De Klopper, dat eerst uitsluitend advertenties bevatte, maar al na twee keer verschijnen ook nieuws. Ook deze krant werd eens per maand verspreid, nu echter door bezorgers en met een verschil van veertien dagen met De Omroeper, zodat in Voorschoten om de twee weken een huis-aan-huisblad verscheen.

## Uitbreiding
In 1965 kwam De Omroeper in handen van Ed de Keuning. Het formaat van vier pagina's werd verlaten en gekozen werd voor een aanbodafhankelijke omvang, die vier, zes, acht of zelfs zestien bladzijden kon bedragen. Het blad, dat inmiddels een oplage had van 5100 stuks, werd nu elke donderdag bezorgd. Eerst werd het nog een tijd in Leiden gedrukt, maar om capaciteitsredenen gebeurde dat later op de rotatiepersen van Het Vaderland in Den Haag. Aangezien deze drukkerij aanzienlijk sneller kon werken, werd De Omroeper een actueel weekblad met veel plaatselijk nieuws. Ook de gemeente Voorschoten maakte onder de kop "Wapenfeiten" voor haar officiële publicaties gebruik van het blad.

## Overnames
Het verschijningsgebied van De Omroeper werd in 1968 uitgebreid naar Leiden-Zuid-West, Zoeterwoude en Valkenburg en ook korte tijd naar Leidschendam. De oplage bedroeg toen 10.100 exemplaren. Het blad nam een professionele journalist en een fotograaf in dienst. Drie jaar later ging het drukken van het blad over naar de Sijthoff Pers van de Haagsche Courant, die in Rijswijk een moderne offsetdrukkerij had gevestigd. In deze tijd kregen de huis-aan-huisbladen het echter moeilijk als gevolg van gestegen papierprijzen. Grote kranten aasden op de overname van plaatselijke advertentiebladen om hun persen draaiende te kunnen houden. In 1972 werd De Omroeper verkocht aan de Sijthoff Pers, die al huis-aan-huisbladen bezat in Delft, Leidschendam, Rijswijk en Voorburg. Bij de verkoop werd door de familie De Keuning bedongen dat de naam De Omroeper zou worden aangehouden. In 1978 werd het blad echter toch hernoemd. Als Groot Voorschoten verscheen het wekelijks, ook in Zoeterwoude en Leiden Zuid-West, samen met De Leidschendammer en Groot Voorburg in een oplage van 64.200 stuks. Het blad verschijnt in Voorschoten en omgeving nog altijd, inmiddels onder de naam Groot Voorschoten/Wassenaars Nieuwsblad, in een oplage van 24.795 exemplaren (2010). Het is tegenwoordig in handen van Wegener Huis-aan-huisMedia, een onderdeel van de Koninklijke Wegener NV.

## Noot
1. ↑  Productinformatie Groot Voorschoten/Wassenaars Nieuwsblad[dode link], Wegener Huis-aan-huisMedia.